# Gobabis (Wahlkreis)
Gobabis ist ein Wahlkreis in der Region Omaheke im Osten von Namibia.
Der Kreis Gobabis hat 35.400 Einwohner (Stand 2023) und liegt rund 200 Kilometer östlich der Hauptstadt Windhoek. Hauptstadt ist die gleichnamige Stadt.
Durch Gobabis läuft der Verkehr mit Botswana: Der Grenzposten Buitepos liegt 110 Kilometer östlich von Gobabis. Die Reise von Walvis Bay (über Swakopmund und Windhoek) nach Johannesburg (und von dort weiter nach Mosambik bis an den Indischen Ozean) quer durch Botswana war noch vor wenigen Jahren ein Abenteuer. Durch die 1998 fertiggestellte, durchweg asphaltierte Trans-Kalahari-Highway (Nationalstraße B6) können die knapp 1300 Kilometer zwischen Windhuk und Johannesburg nun problemlos in zwei Tagen zurückgelegt werden.
Die Bahnstrecke Windhoek–Gobabis wurde von 1921 bis 1929 errichtet und wird heute noch im Güter- und Personenverkehr von der TransNamib bedient.

## Wahlen
| Wahl | Name               | Partei | Stimmenanteil |
| ---- | ------------------ | ------ | ------------- |
| 1992 |                    |        |               |
| 1998 | Frans Goagoseb     | DTA    | 52,6 %        |
| 2004 | Laura McLeod       | SWAPO  | 52,1 %        |
| 2010 | Phillipus Katamelo | SWAPO  | 68,1 %        |
| 2015 | Phillipus Katamelo | SWAPO  | 71,6 %        |
| 2020 | Augustinus Tebele  | SWAPO  | 45,1 %        |